# 瓦西维耶尔湖畔鲁瓦耶尔
瓦西维耶尔湖畔鲁瓦耶尔（法語：Royère-de-Vassivière，法語發音：[ʁwajɛʁ də vasivjɛʁ]），或纯音译作鲁瓦耶尔-德瓦西维耶尔，是法国克勒兹省的一个市镇，属于盖雷区。

## 地理
瓦西维耶尔湖畔鲁瓦耶尔（45°50'28"N, 1°54'41"E）面积74.14 平方千米，位于法国新阿基坦大区克勒兹省，该省份为法国中部省份，位于法國中央高原西北部，北起安德尔省和谢尔省，西接维埃纳省，南至科雷兹省，东临多姆山省，东北与阿列省接壤。
与瓦西维耶尔湖畔鲁瓦耶尔接壤的市镇（或旧市镇、城区）包括：滨湖博蒙、福拉蒙塔涅、让西乌-皮日罗勒、勒蒙泰伊欧维孔特、圣马克阿卢博、圣马丹沙托、圣帕尔杜莫尔特罗莱、圣皮埃尔贝勒维、圣伊里耶拉蒙塔涅、佩拉堡。

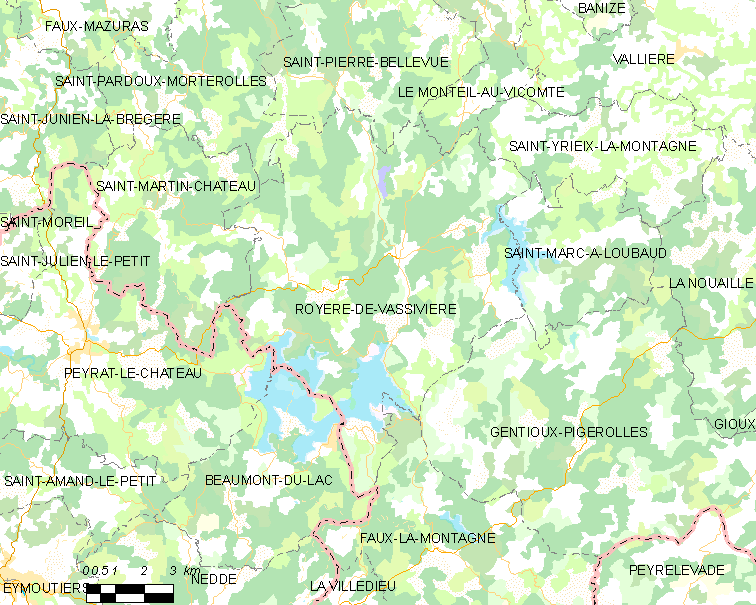
瓦西维耶尔湖畔鲁瓦耶尔的OSM定位图

瓦西维耶尔湖畔鲁瓦耶尔的时区为UTC+01:00、UTC+02:00（夏令时）。

## 行政
瓦西维耶尔湖畔鲁瓦耶尔的邮政编码为23460，INSEE市镇编码为23165。

## 政治
瓦西维耶尔湖畔鲁瓦耶尔所属的省级选区为费勒坦县。

## 人口

1962-2008年间瓦西维耶尔湖畔鲁瓦耶尔人口变化图示

瓦西维耶尔湖畔鲁瓦耶尔于2022年1月1日时的人口数量为572人。